# Tarucus sybaris
Tarucus sybaris är en fjärilsart som beskrevs av Carl Heinrich Hopffer 1855. Tarucus sybaris ingår i släktet Tarucus och familjen juvelvingar. Inga underarter finns listade i Catalogue of Life.

## Bildgalleri

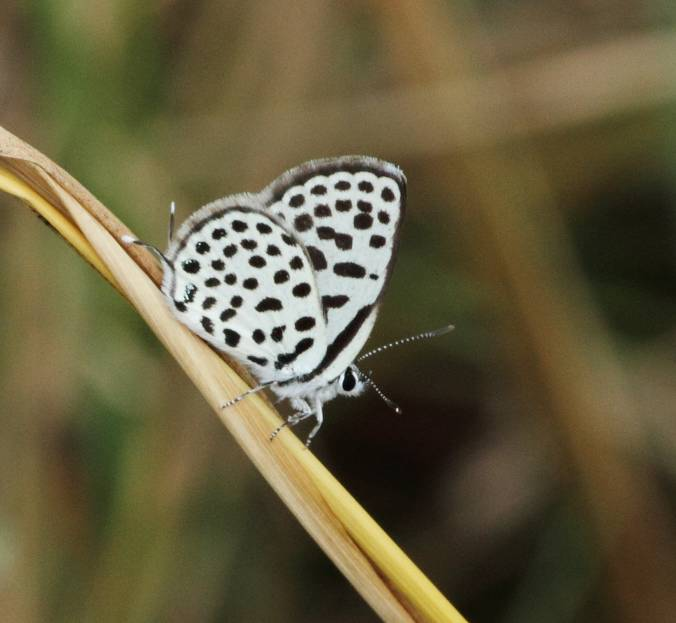